# Exochus dorsalis
Exochus dorsalis là một loài tò vò trong họ Ichneumonidae.